# 17e cérémonie des César
La 17e cérémonie des César du cinéma — dite aussi Nuit des César — récompensant les films sortis en 1991, s'est déroulée le 22 février 1992 au Palais des congrès de Paris.
Elle fut présidée par Michèle Morgan et retransmise sur Antenne 2.

## Présentateurs et intervenants
- Jean-Loup Dabadie, président de l'Académie des arts et techniques du cinéma
- Michèle Morgan, présidente de la cérémonie
- Frédéric Mitterrand, maître de cérémonie
- Claudia Cardinale, pour la remise du César de la meilleure actrice
- Sabine Azéma, pour la remise du César du meilleur acteur dans un second rôle
- Jean Rochefort, Mathilda May, pour la remise du César du meilleur réalisateur
- Roman Polanski, pour la remise du César d'honneur à Sylvester Stallone

## Palmarès

### César du meilleur film
- Tous les matins du monde d'Alain Corneau
  - Merci la vie de Bertrand Blier
  - La Belle Noiseuse de Jacques Rivette
  - Van Gogh de Maurice Pialat

### César du meilleur film étranger
- Toto le héros de Jaco Van Dormael
  - Alice de Woody Allen
  - Danse avec les loups de Kevin Costner
  - Le Silence des agneaux de Jonathan Demme
  - Thelma et Louise de Ridley Scott

### César du meilleur acteur
- Jacques Dutronc pour Van Gogh
  - Hippolyte Girardot pour Hors la vie
  - Gérard Jugnot pour Une époque formidable…
  - Jean-Pierre Marielle pour Tous les matins du monde
  - Michel Piccoli pour La Belle Noiseuse

### César de la meilleure actrice
- Jeanne Moreau pour La Vieille qui marchait dans la mer
  - Emmanuelle Béart pour La Belle Noiseuse
  - Juliette Binoche pour Les Amants du Pont-Neuf
  - Anouk Grinberg pour Merci la vie
  - Irène Jacob pour La Double Vie de Véronique

### César du meilleur acteur dans un second rôle
- Jean Carmet pour Merci la vie
  - Jean-Claude Dreyfus pour Delicatessen
  - Ticky Holgado pour Une époque formidable…
  - Bernard Le Coq pour Van Gogh
  - Gérard Séty pour Van Gogh

### César de la meilleure actrice dans un second rôle
- Anne Brochet pour Tous les matins du monde
  - Hélène Vincent pour J'embrasse pas
  - Jane Birkin pour La Belle Noiseuse
  - Catherine Jacob pour Merci la vie
  - Valérie Lemercier pour L'Opération Corned-Beef

### César du meilleur espoir masculin
- Manuel Blanc pour J'embrasse pas
  - Guillaume Depardieu pour Tous les matins du monde
  - Laurent Grévill pour L'Année de l'éveil
  - Thomas Langmann pour Paris s'éveille
  - Chick Ortega pour Une époque formidable…

### César du meilleur espoir féminin
- Géraldine Pailhas, pour La Neige et le Feu
  - Marie-Laure Dougnac pour Delicatessen
  - Marie Gillain pour Mon père, ce héros
  - Alexandra London pour Van Gogh
  - Elsa Zylberstein pour Van Gogh

### César du meilleur réalisateur
- Alain Corneau pour Tous les matins du monde
  - André Téchiné pour J'embrasse pas
  - Jacques Rivette pour La Belle Noiseuse
  - Bertrand Blier pour Merci la vie
  - Maurice Pialat pour Van Gogh

### César de la meilleure première œuvre
- Delicatessen de Marc Caro et Jean-Pierre Jeunet
  - Les Arcandiers de Manuel Sanchez
  - L'Autre de Bernard Giraudeau
  - Fortune Express d'Olivier Schatzky
  - Lune froide de Patrick Bouchitey

### César du meilleur scénario original ou adaptation
- Jean-Pierre Jeunet, Marc Caro et Gilles Adrien pour Delicatessen
  - Bertrand Blier pour Merci la vie
  - Alain Corneau et Pascal Quignard pour Tous les matins du monde
  - Maurice Pialat pour Van Gogh

### César de la meilleure musique
- Jordi Savall pour Tous les matins du monde
  - Carlos D'Alessio pour Delicatessen
  - Jean-Claude Petit pour Mayrig
  - Zbigniew Preisner pour La Double Vie de Véronique

### César de la meilleure photographie
- Yves Angelo pour Tous les matins du monde
  - Gilles Henry et Emmanuel Machuel pour Van Gogh
  - Darius Khondji pour Delicatessen

### César des meilleurs costumes
- Corinne Jorry pour Tous les matins du monde
  - Édith Vespérini pour Van Gogh
  - Valérie Pozzo di Borgo pour Delicatessen

### César des meilleurs décors
- Jean-Philippe Carp et Miljen Kreka Kljakovic pour Delicatessen
  - Philippe Pallut et Katia Wyszkop pour Van Gogh
  - Michel Vandestien pour Les Amants du Pont-Neuf

### César du meilleur son
- Gérard Lamps, Pierre Gamet et Anne Le Campion pour Tous les matins du monde
  - Vincent Arnardi, Jérôme Thiault pour Delicatessen
  - Jean-Pierre Duret, François Groult pour Van Gogh

### César du meilleur montage
- Hervé Schneid pour Delicatessen
  - Claudine Merlin pour Merci la vie
  - Marie-Josèphe Yoyotte pour Tous les matins du monde

### César du meilleur court-métrage
- 25 décembre 58, 10h36 de Diane Bertrand
  - Haut pays des neiges de Bernard Palacios
  - Herman Heinzel, ornithologue de Jacques Mitsch
  - La Saga des Glaises de David Ferre, Olivier Thery Lapiney

### César d'honneur
- Michèle Morgan, Sylvester Stallone

## Hommage
- à Pierre Brasseur en présence d'Odette Joyeux, de Claude Brasseur et d'Alexandre Brasseur